# The Man Who Lost
The Man Who Lost er en amerikansk stumfilm fra 1910 af Sidney Olcott.

## Medvirkende
- Thomas Santley
- Gene Gauntier
- George Melford
- Jane Wolfe